# Louisa Berkeley, contessa di Berkeley
Lady Louisa Lennox, contessa di Berkeley (24 dicembre 1694 – 15 gennaio 1716), è stata una nobildonna inglese.

## Biografia
Era la figlia primogenita di Charles Lennox, I duca di Richmond, e di sua moglie, lady Anne Brudenell.

## Matrimonio
Sposò, il 13 febbraio 1711, il viceammiraglio James Berkeley, III conte di Berkeley, figlio di Charles Berkeley, II conte di Berkeley, e di sua moglie lady Elizabeth Noel. Ebbero due figli:
- Lady Elizabeth Berkeley
- Lord Augustus Berkeley, IV conte di Berkeley (18 febbraio 1715-9 gennaio 1755)

Ha ricoperto la carica di Lady of the Bedchamber della regina Carolina.

## Morte
Morì il 15 gennaio 1716, all'età di 22 anni, di vaiolo.

## Ascendenza
|                                                     |                                        |                                               | Genitori                                               |  |  | Nonni |  |  | Bisnonni                                           |  |  | Trisnonni                                        |  |
|                                                     |                                        |                                               |                                                        |  |  |       |  |  | Charles I, re d'Inghilterra, di Scozia e d'Irlanda |  |  | James I, re d'Inghilterra, di Scozia e d'Irlanda |  |
|                                                     |                                        |                                               |                                                        |  |  |       |  |  | Charles I, re d'Inghilterra, di Scozia e d'Irlanda |  |  | James I, re d'Inghilterra, di Scozia e d'Irlanda |  |
|                                                     |                                        | Anna di Danimarca                             |                                                        |  |  |       |  |  | Charles I, re d'Inghilterra, di Scozia e d'Irlanda |  |  |                                                  |  |
| Charles II, re d'Inghilterra, di Scozia e d'Irlanda |                                        |                                               |                                                        |  |  |       |  |  | Charles I, re d'Inghilterra, di Scozia e d'Irlanda |  |  |                                                  |  |
|                                                     |                                        | Henriette-Marie di Francia                    | Henri IV, re di Francia                                |  |  |       |  |  |                                                    |  |  |                                                  |  |
|                                                     |                                        | Henriette-Marie di Francia                    | Henri IV, re di Francia                                |  |  |       |  |  |                                                    |  |  |                                                  |  |
|                                                     |                                        | Henriette-Marie di Francia                    | Maria de' Medici                                       |  |  |       |  |  |                                                    |  |  |                                                  |  |
| Charles Lennox, I duca di Richmond                  |                                        | Henriette-Marie di Francia                    |                                                        |  |  |       |  |  |                                                    |  |  |                                                  |  |
|                                                     |                                        | Guillaume de Penancoët, signore di Kérouaille | René de Penancoët, signore di Kerouazle e Villeneuve   |  |  |       |  |  |                                                    |  |  |                                                  |  |
|                                                     |                                        | Guillaume de Penancoët, signore di Kérouaille | René de Penancoët, signore di Kerouazle e Villeneuve   |  |  |       |  |  |                                                    |  |  |                                                  |  |
|                                                     |                                        | Guillaume de Penancoët, signore di Kérouaille | Julienne Emery du Pont-l'Abbé, signora di Chef-du-Bois |  |  |       |  |  |                                                    |  |  |                                                  |  |
| Louise Renée de Penancoët de Kérouaille             |                                        | Guillaume de Penancoët, signore di Kérouaille |                                                        |  |  |       |  |  |                                                    |  |  |                                                  |  |
|                                                     |                                        | Marie de Plœuc de Tymeur                      | Sébastien de Plœuc, marchese di Tymeur e Kergolay      |  |  |       |  |  |                                                    |  |  |                                                  |  |
|                                                     |                                        | Marie de Plœuc de Tymeur                      | Sébastien de Plœuc, marchese di Tymeur e Kergolay      |  |  |       |  |  |                                                    |  |  |                                                  |  |
|                                                     |                                        | Marie de Plœuc de Tymeur                      | Marie de Rieux de Sourdeac                             |  |  |       |  |  |                                                    |  |  |                                                  |  |
| Louisa Lennox                                       |                                        | Marie de Plœuc de Tymeur                      |                                                        |  |  |       |  |  |                                                    |  |  |                                                  |  |
|                                                     | Robert Brudenell, II conte di Cardigan | Thomas Brudenell, I conte di Cardigan         |                                                        |  |  |       |  |  |                                                    |  |  |                                                  |  |
|                                                     | Robert Brudenell, II conte di Cardigan | Thomas Brudenell, I conte di Cardigan         |                                                        |  |  |       |  |  |                                                    |  |  |                                                  |  |
|                                                     | Robert Brudenell, II conte di Cardigan | Mary Tresham                                  |                                                        |  |  |       |  |  |                                                    |  |  |                                                  |  |
| Francis Brudenell, lord Brudenell                   | Robert Brudenell, II conte di Cardigan |                                               |                                                        |  |  |       |  |  |                                                    |  |  |                                                  |  |
|                                                     |                                        | Anne Savage                                   | Thomas Savage, I visconte Savage                       |  |  |       |  |  |                                                    |  |  |                                                  |  |
|                                                     |                                        | Anne Savage                                   | Thomas Savage, I visconte Savage                       |  |  |       |  |  |                                                    |  |  |                                                  |  |
|                                                     |                                        | Anne Savage                                   | Elizabeth Darcy, contessa di Rivers                    |  |  |       |  |  |                                                    |  |  |                                                  |  |
| Anne Brudenell                                      |                                        | Anne Savage                                   |                                                        |  |  |       |  |  |                                                    |  |  |                                                  |  |
|                                                     |                                        | Thomas Savile, I conte di Sussex              | John Savile, I barone Savile                           |  |  |       |  |  |                                                    |  |  |                                                  |  |
|                                                     |                                        | Thomas Savile, I conte di Sussex              | John Savile, I barone Savile                           |  |  |       |  |  |                                                    |  |  |                                                  |  |
|                                                     |                                        | Thomas Savile, I conte di Sussex              | Elizabeth Cary                                         |  |  |       |  |  |                                                    |  |  |                                                  |  |
| Frances Savile                                      |                                        | Thomas Savile, I conte di Sussex              |                                                        |  |  |       |  |  |                                                    |  |  |                                                  |  |
|                                                     |                                        | Anne Villiers                                 | Christopher Villiers, I conte di Anglesey              |  |  |       |  |  |                                                    |  |  |                                                  |  |
|                                                     |                                        | Anne Villiers                                 | Christopher Villiers, I conte di Anglesey              |  |  |       |  |  |                                                    |  |  |                                                  |  |
|                                                     |                                        | Anne Villiers                                 | Elizabeth Sheldon                                      |  |  |       |  |  |                                                    |  |  |                                                  |  |
|                                                     |                                        | Anne Villiers                                 |                                                        |  |  |       |  |  |                                                    |  |  |                                                  |  |